# Géza Kiss (jurist)
Géza Kiss (n. 26 aprilie 1882, Sibiu, Austro-Ungaria – d. 11 ianuarie 1970, Cluj, România) a fost un jurist, istoric al dreptului, profesor universitar și traducător maghiar din România.

## Biografie
A fost fiul juristului maghiar Mór Kiss (1857-1945). A urmat studii la Liceul Romano-Catolic (Gimnaziul Piarist) din Cluj. A obținut în 1903 titlul de doctor în drept auspiciis al Universității din Cluj. Și-a început cariera în cadrul Comisiei de elaborare a legilor a Ministerului Justiției din Budapesta, apoi a devenit profesor de drept roman la Universitatea Franz Joseph din Cluj (1907). A fost numit apoi profesor la Academia de Drept din Oradea, iar din 1913 a fost decan al Academiei de Drept.
În 1914 Academia de Drept din Oradea s-a mutat la Debrețin. Géza Kiss a fost profesor la Universitatea din Debrețin (26 august 1914 - 24 iunie 1920), fiind primul profesor de drept roman al universității.  A devenit decanul facultății (în anul universitar 1915/1916) și apoi rectorul universității (în anul universitar 1918/1919). În mai 1919, în numele universității, i-a urat bun venit la Carei regelui Ferdinand I al României și a purtat discuții secrete cu reprezentanții autorităților române din Transilvania. Universitatea din Debrețin, după o procedură relativ lungă, l-a suspendat din funcții în iunie 1920, iar numele său a fost eliminat din toate publicațiile universitare. Înainte ca decizia Universității din Debrețin să fie publicată, el a venit ca emigrant în România și a încercat fără succes să-i convingă pe profesorii maghiari de la Cluj să depună jurământul de credință statului român. Comunitatea maghiară din Cluj l-a renegat.
A devenit membru al Partidului Național Liberal, nefiind un reprezentant politic al minorității maghiare. În anul 1922 a fost ales deputat, iar în perioadele 1927-1928 și 1931-1932 a fost senator în Parlamentul României. A lucrat apoi ca avocat la Cluj (1933-1940) și la București (1940-1944). Între cele două războaie mondiale (și în timpul celui de-al Doilea Război Mondial) a trăit în mare parte la București. În toamna anului 1944 a fost secretar de stat în Ministerul naționalităților minoritare și, în această calitate, a fost unul dintre cei care au elaborat Statutul cetățeniei române. A predat apoi ca profesor de drept civil și drept roman la Universitatea Bolyai din Cluj (1945-1951) și la Academia de Drept și Economie (1951-1953). Este autorul a numeroase studii juridice și a tradus poezii din limba latină. A fost înmormântat în secțiunea luterană a Cimitirului Hajongard.

## Activitatea publicistică
Primele sale studii juridice au fost publicate în revistele de specialitate din Debrețin. După ce a emigrat în România a publicat articole și studii în revistele Pandectele Române, Pandectele Săptămînale, Ardealul Juridic, Arhiva pentru Știința și Reforma Socială (1921-1944). A tradus în limba maghiară, a prefațat și a adnotat lucrarea Principiile dreptului civil român a lui Ion Rosetti-Bălănescu, precum și cărțile din seria Népbírák Könyvtára.
A elaborat împreună cu Ioan Demeter și Hillel Kohn notele explicative în limba maghiară ale Constituției României (1949). Împreună cu Sándor Turnowsky a publicat textele juridice ale profesorului Károly Szász din Aiud, cu studiu introductiv și note explicative (1955). Cunoștea excelent limba latină. În traducerea lui au apărut fragmente din scrierile lui Lucretius (1951), Spinoza și Descartes (1953), o parte a lucrării Apologia bibliorum a lui Miklós Tótfalusi Kis (1954) și poemul filozofic hexametric De Rerum Natura al lui Titus Lucretius Carus (1957).
După ce s-a pensionat a continuat să publice articole științifice în revista Korunk. A analizat în mod regulat lucrările apărute în colecția Jogi Kis Könyvtár și alte publicații ale Facultății de Drept. În Korunk au apărut, de asemenea, studii despre Szocialista törvényünk és a válás (1962/7-8) și A szocialista büntetőjog emberiessége (1962/11).

## Distincții
- Ordinul Muncii clasa a II-a (15 februarie 1963) „pentru merite deosebite în domeniul învățămîntului superior, cu prilejul împlinirii a 80 de ani de la naștere”[2]

## Lucrări
- Interpretatio és szokásjog a római magánjogban (Budapesta, 1909)
- A jogalkalmazás módszeréről. Dogmatörténeti és kritikai tanulmány a magánjog köréből (Budapesta, 1909)

## Studii literare
- Szabó György: T. Lucretius Carus: A dolgok természetéről. Utunk, 1958/3.